# Enfermagem obstétrica
Enfermagem obstétrica, também chamada de enfermagem perinatal, é uma especialidade de enfermagem que atua com pacientes que estão tentando engravidar, que estão grávidas ou que tiveram parto recentemente. Enfermeiros obstétricos auxiliam no cuidado pré-natal e na realização de exames, no atendimento de pacientes com complicações gestacionais, no cuidado durante o trabalho de parto e parto, e no acompanhamento após o parto. Os enfermeiros obstétricos trabalham em estreita colaboração com obstetras, parteiras e enfermeiros especialistas. Também supervisionam técnico de cuidados com pacientes e tecnólogo cirúrgico.

## Descrição do trabalho
Os enfermeiros obstétricos realizam diversas tarefas, como mamografias, administração de medicamentos por via intravenosa, monitoramento de recém-nascidos, avaliações de teste de estresse, monitoramento cardíaco, monitoramento vascular e avaliações de saúde. Eles devem possuir habilidades especializadas como monitoramento eletrônico fetal, teste sem estresse, reanimação neonatal e administração de medicamentos por infusão intravenosa contínua.
A carga de trabalho e a rotina diária dos enfermeiros obstétricos exigem que sejam detalhistas e organizados, possuam resistência mental e física, estabilidade emocional e capacidade de pensamento crítico.
Locais comuns de trabalho para enfermeiros obstétricos incluem:
- Alas de maternidade em hospitais
- Centros de planejamento familiar
- Centros privados de parto
- Clínicas de pronto atendimento
- Consultórios de Obstetrícia e Ginecologia (OB/GYN)
- Consultórios de parteiras
- Clínicas comunitárias[2]

Nos Estados Unidos e no Canadá, a associação profissional de enfermagem para enfermeiros obstétricos é a Association of Women's Health, Obstetric and Neonatal Nursing (AWHONN).

## Demografia e perspectivas
Nos Estados Unidos, enfermeiros obstétricos recebem em média cerca de US$148.000 anuais mais benefícios. O valor pode variar dependendo da localização.
A proporção de gênero dos enfermeiros obstétricos é de 3% homens e 97% mulheres. Além disso, a composição étnica é a seguinte: Brancos 66,2%, Negros 10,5%, Hispânicos 9,5%, Asiáticos 9%, desconhecidos 4,3% e Nativos Americanos e Nativos do Alasca 0,5%.

## Formação em enfermagem obstétrica
Enfermeiros obstétricos geralmente iniciam como enfermeiros registrados, o que significa que primeiro obtêm um diploma de enfermagem. Um estágio em obstetrícia é suficiente para iniciar em uma posição de nível inicial. A National Certification Corporation (NCC) oferece certificações para enfermeiros obstétricos. Entre elas está a RNC-OB (Obstetrícia Hospitalar), certificação que permite a enfermeiros graduados que concluíram o bacharelado nos EUA ou no Canadá expandirem sua atuação em obstetrícia. Para obter o certificado RNC-OB é necessário realizar um exame online.
O RNC-MNN (Enfermagem Materno-Neonatal) é outro exame online para enfermeiros registrados que concluíram o bacharelado em enfermagem, adquiriram experiência na área neonatal e desejam obter certificação/qualificação nessa especialidade. Eles têm um prazo de 90 dias para realizar o exame.
Ambos os testes custam aproximadamente US$325. Uma terceira certificação online é o C-EFM (Monitoramento Eletrônico Fetal). Está disponível para enfermeiros registrados, enfermeiros especialistas, enfermeiros obstétricos, médicos, assistentes médicos e paramédicos, de acordo com os requisitos dos EUA e Canadá.

## Certificação e requisitos na Austrália
Na Austrália, é necessário possuir diploma de bacharel em enfermagem e/ou em obstetrícia para atuar como enfermeiro obstétrico ou perinatal. Apenas na Austrália existem 32 universidades que oferecem enfermagem como graduação, como a Australian Catholic University, a Charles Darwin University e a University of Notre Dame Australia. Após concluir a graduação, é necessário obter o título de mestre em enfermagem. O bacharelado e a atuação como enfermeiro/licenciado em obstetrícia são requisitos para aceitação no mestrado. Existem 24 universidades na Austrália que oferecem mestrado em enfermagem, incluindo a Edith Cowan University, a Monash University, a James Cook University e a University of Canberra.